# Бохемианс
Футболен Клуб Бохемиан (най-често наричани Бохемианс) (на ирландски Cumann Peile Bóithéamaigh) е ирландски футболен отбор, основан през 1890 г. в гр. Дъблин. Клубът е третият най-успешен ирландски отбор, като е печелил Ирландската премиър лига (11 пъти), Купата на Ирландия (7 пъти), и Купата на Ирландската лига (6 пъти). Те са и ирландския отбор с най-много победи в Европейските клубни турнири.
Ф.К. Бохемиан са създадени на 6 септември 1890 г. и са едни от създателите на Ирландската премиър лига през 1921 г. През първите 15 години те се утвърждават като най-силния отбор в лигата като печелят Премиър лигата (2 пъти), Купата на Ирландия (2 пъти), и Купата на Ирландската лига (2 пъти). Най-слабите им периоди са през 1950-те, 60-те, 80-те и 90-те години на XX век, като дори през 1969 губят професионалния си статус, но си го връщат през 70-те, като печелят нови титли.
Бохемианс играят домакинските си мачове в Северната страна на Дъблин (квартал Фибсбъро) на стадион Дейлимаунт Парк. 100% процента от акциите на клуба принадлежат на феновете. Те често се наричат Бохс, Циганите или Големият клуб и имат най-голяма вражда с отбора от Южната страна – Шамрок Роувърс.

## Honours
- Шаблон:Calciopalm (Ирландска лига/Ирландска висша лига):
  -  Шампион (11): 1923/24, 1927/28, 1929/30, 1933/34, 1935/36, 1974/75, 1977/78, 2000/01, 2002/03, 2008, 2009 
  -  Сребърен медалист (14): 1924/25, 1928/29, 1966/67, 1973/74, 1976/77, 1978/79, 1983/84, 1984/85, 1992/93, 1995/96, 1996/97, 2003, 2010, 2020
  -  Бронзов медалист (14): 1922/23, 1926/27, 1930/31, 1940/41, 1964/65, 1965/66, 1971/72, 1972/73, 1981/82, 1986/87, 1987/88, 1999/2000, 2004, 2019
- FAI Cup: (Купа на Ирландия)
  -  Носител (7): 1927/28, 1934/35, 1969/70, 1975/76, 1991/92, 2000/01, 2008
- Финалист (9): 1928/29, 1944/45, 1946/47, 1981/82, 1982/83, 2000, 2002, 2021, 2023
- Купа на Ирландската лига:
  -  Носител (3): 1974/75, 1978/79, 2009
- Финалист (3): 1991/92, 2004, 2007
- League of Ireland Shield: (Трофей на Ирландската лига)
  -  Носител (6): 1923/24, 1927/28, 1928/29, 1933/34, 1938/39, 1939/40
- Купа на Северна Ирландия:
  -  Носител (1): 1907/08
- Финалист (5): 1894/95, 1899/1900, 1902/03, 1908/09, 1910/11
- Купа на Дъблин и Белфаст:
  -  Носител (1): 1944/45
- Финалист (1): 1942/43
- Купа на четирите:
  -  Носител (1): 1971/72
- Финалист (4): 1965/6, 1966/67, 1972/73, 1973/74
- Купа на президента:
  -  Носител (13): 1965/66, 1967/68, 1974/75, 1975/76, 1976/77, 1977/78, 1978/79, 1982/83, 1992/93, 1994/95, 1997/98, 2000/01, 2001/02
- Aciéries d'Angleur Trophy: 1
  -  Носител (1): 1929
- Ирландска купа:
- Финалист (5): 1894/95, 1899/1900, 1902/03, 1908/09, 1910/11
- Купа Тайлър:
- Финалист (1): 1977/78

Регионални:
- Купа Ленстър:
  -  Носител (31, рекорд): 1893/94, 1894/95, 1895/96, 1896/97, 1897/98, 1898/99, 1901/02, 1902/03, 1904/05, 1906/07, 1909/10, 1910/11, 1911/12, 1914/15, 1915/16, 1925/26, 1927/28, 1939/40, 1946/47, 1965/66, 1966/67, 1972/73, 1974/75, 1975/76, 1978/79, 1979/80, 1983/84, 1985/86, 1988/89, 1992/93, 1997/98, 2015/16
- Купа на Дъблин:
  -  Носител (1): 1935/36

Международни:
- Setanta Sports Cup:
  -  Носител (1): 2009/10

## Известни играчи
| - Андрейш Переплоткинш - Джейсън Бати - Дермът O'Нийл - Марк Ръдърфорд - Харолд Слоън - Дерек Суон - Дейв Тийсън - Стивън Уорд - Миндаугас Калонас - Лиъм Нийсън - Глен Кроу (Голмайстор в лигата (133 гола) | - Били Денис - Пол Дулин - Плев Елис - Джоузеф Ндо - Пади Фарел - Гарет Фарели - Пат Фенлън - Еди Флин - Доминик Фоули - Джони Фулъм - Оливър Сейнт Джон Гогърти | - Дини Ханън - Фергал Харкин - Фред Хорлакъл - Кевин Хънт - Джаки Джеймсън - Ейвъри Джон - Били Джордан - Питър Каванъх - Пол Кийгън - Томи Кели - Джино Лоулес |  |

## Български футболисти
- Асен Панчев: 1934/35

## Треньори с отличия (след 1964 г.)
- Шон Томъс (1964 – 67, 1968 – 73) – Купа на Ирландия (1 път)
- Били Йънг (1973 – 90) – Ирландска премиър лига (2 пъти), Купа на Ирландия (1 път), Купа на Ирландската лига (2 пъти)
- Иймън Грег (1990 – 93) – Купа на Ирландия (1 път)
- Роди Колинс (1998 – 01) – Ирландска премиър лига (1 път), Купа на Ирландия (1 път)
- Стивън Кени (2001 – 04) – Ирландска премиър лига (1 път)
- Пат Фенлън (2007-) – Ирландска премиър лига (2 пъти), Купа на Ирландия (1 път), Купа на Ирландската лига (1 пъти)

## Рекорди
- Най-убедителна победа в първенството – 8 – 0 (срещу Олимпия, 18 ноември 1922 г., срещу Хоум Фарм, 5 февруари 1978 г.)
- Най-убедителна победа изобщо – 11 – 0 (срещу Грейнджъргорман, финал на Лейнстър Сениър Къп, 26 декември 1946 г.)
- Най-голяма загуба – 0 – 7 (от Шамрок Роувърс, 5 февруари 1955 г.)
- Най-много точки за един сезон – 85 (рекорд в Ирландската премиър лига, бие предишния рекорд с 19 точки)
- Най-много голове за един сезон (на играч) – 25 (Глен Кроу, 2000 – 01)
- Най-много голове в лигата (на играч) – 133 (Глен Кроу)
- Най-много изиграни мачове за клуба – 575 (Томи Кели)
- Най-много голове за клуба – 192 (Търлу О'Конър)
- Най-стар играч – 40 г. (Гари Матюс)
- Първи голмайстор на клуба – Джоузеф Уелън (срещу Великобритания, 1 ноември 1890 г.)